# 1985-ös Formula–1 világbajnokság
Az 1985-ös Formula–1-es szezon volt a 36. FIA Formula–1 világbajnoki szezon. 1985. április 7-étől november 3-áig tartott, tizenhat futamon keresztül.
Az egyéni bajnoki címet pályafutása során először Alain Prost nyerte egy McLaren autóval a ferraris Michele Alboreto előtt, aki komoly kihívó volt, de az utolsó öt futamon sorozatos balszerencsék sújtották, és azokon egyetlen pontot sem szerzett. A csapatok között a McLaren megvédte világbajnoki címét.

## Csapatok és pilóták
| Csapat                         | Konstruktőr            | Kasztni    | Motor                                                 | Gumik | Rajtszám | Pilóta             | Versenyek   |
| ------------------------------ | ---------------------- | ---------- | ----------------------------------------------------- | ----- | -------- | ------------------ | ----------- |
| Marlboro McLaren TAG Turbo     | McLaren-TAG            | MP4/2B     | TAG-Porsche TTE PO1 1,5L V6 turbó                     | G     | 1        | Niki Lauda         | 1–13, 15–16 |
| Marlboro McLaren TAG Turbo     | McLaren-TAG            | MP4/2B     | TAG-Porsche TTE PO1 1,5L V6 turbó                     | G     | 1        | John Watson        | 14          |
| Marlboro McLaren TAG Turbo     | McLaren-TAG            | MP4/2B     | TAG-Porsche TTE PO1 1,5L V6 turbó                     | G     | 2        | Alain Prost        | Mind        |
| Tyrrell Team                   | Tyrrell-Ford           | 012        | Ford-Cosworth DFY 3L V8 szívó                         | G     | 3        | Martin Brundle     | 1–6         |
| Tyrrell Team                   | Tyrrell-Ford           | 012        | Ford-Cosworth DFY 3L V8 szívó                         | G     | 4        | Stefan Johansson   | 1           |
| Tyrrell Team                   | Tyrrell-Ford           | 012        | Ford-Cosworth DFY 3L V8 szívó                         | G     | 4        | Stefan Bellof      | 2–8         |
| Tyrrell Team                   | Tyrrell-Ford           | 012        | Ford-Cosworth DFY 3L V8 szívó                         | G     | 4        | Martin Brundle     | 9–10        |
| Tyrrell Team                   | Tyrrell-Renault        | 014        | Renault EF4B 1,5L V6 turbó                            | G     | 3        | Martin Brundle     | 7–8, 11–16  |
| Tyrrell Team                   | Tyrrell-Renault        | 014        | Renault EF4B 1,5L V6 turbó                            | G     | 3        | Stefan Bellof      | 9–10        |
| Tyrrell Team                   | Tyrrell-Renault        | 014        | Renault EF4B 1,5L V6 turbó                            | G     | 4        | Stefan Bellof      | 11          |
| Tyrrell Team                   | Tyrrell-Renault        | 014        | Renault EF4B 1,5L V6 turbó                            | G     | 4        | Ivan Capelli       | 14, 16      |
| Tyrrell Team                   | Tyrrell-Renault        | 014        | Renault EF4B 1,5L V6 turbó                            | G     | 4        | Philippe Streiff   | 15          |
| Canon Williams Honda Team      | Williams-Honda         | FW10 FW10B | Honda RA164E 1,5L V6 turbó Honda RA165E 1,5L V6 turbó | G     | 5        | Nigel Mansell      | Mind        |
| Canon Williams Honda Team      | Williams-Honda         | FW10 FW10B | Honda RA164E 1,5L V6 turbó Honda RA165E 1,5L V6 turbó | G     | 6        | Keke Rosberg       | Mind        |
| Olivetti Racing                | Brabham-BMW            | BT54       | BMW M12/13 1,5L soros négyhengeres turbó              | P     | 7        | Nelson Piquet      | Mind        |
| Olivetti Racing                | Brabham-BMW            | BT54       | BMW M12/13 1,5L soros négyhengeres turbó              | P     | 8        | François Hesnault  | 1–4         |
| Olivetti Racing                | Brabham-BMW            | BT54       | BMW M12/13 1,5L soros négyhengeres turbó              | P     | 8        | Marc Surer         | 5–16        |
| Skoal Bandit Formula 1 Team    | RAM-Hart               | 03         | Hart 415T 1,5L soros négyhengeres turbó               | P     | 9        | Manfred Winkelhock | 1–9         |
| Skoal Bandit Formula 1 Team    | RAM-Hart               | 03         | Hart 415T 1,5L soros négyhengeres turbó               | P     | 9        | Philippe Alliot    | 10–14       |
| Skoal Bandit Formula 1 Team    | RAM-Hart               | 03         | Hart 415T 1,5L soros négyhengeres turbó               | P     | 10       | Philippe Alliot    | 1–9         |
| Skoal Bandit Formula 1 Team    | RAM-Hart               | 03         | Hart 415T 1,5L soros négyhengeres turbó               | P     | 10       | Kenny Acheson      | 10–12       |
| John Player Special Team Lotus | Lotus-Renault          | 97T        | Renault EF4B 1,5L V6 turbó Renault EF15 1,5L V6 turbó | G     | 11       | Elio de Angelis    | Mind        |
| John Player Special Team Lotus | Lotus-Renault          | 97T        | Renault EF4B 1,5L V6 turbó Renault EF15 1,5L V6 turbó | G     | 12       | Ayrton Senna       | Mind        |
| Équipe Renault Elf             | Renault Elf            | RE60 RE60B | Renault EF4B 1,5L V6 turbó Renault EF15 1,5L V6 turbó | G     | 14       | François Hesnault  | 9           |
| Équipe Renault Elf             | Renault Elf            | RE60 RE60B | Renault EF4B 1,5L V6 turbó Renault EF15 1,5L V6 turbó | G     | 15       | Patrick Tambay     | 1–14, 16    |
| Équipe Renault Elf             | Renault Elf            | RE60 RE60B | Renault EF4B 1,5L V6 turbó Renault EF15 1,5L V6 turbó | G     | 16       | Derek Warwick      | 1–14, 16    |
| Barclay Arrows BMW             | Arrows-BMW             | A8         | BMW M12/13 1,5L soros négyhengeres turbó              | G     | 17       | Gerhard Berger     | Mind        |
| Barclay Arrows BMW             | Arrows-BMW             | A8         | BMW M12/13 1,5L soros négyhengeres turbó              | G     | 18       | Thierry Boutsen    | Mind        |
| Toleman Group Motorsport       | Toleman-Hart           | TG185      | Hart 415T 1,5L soros négyhengeres turbó               | P     | 19       | Teo Fabi           | 4–16        |
| Toleman Group Motorsport       | Toleman-Hart           | TG185      | Hart 415T 1,5L soros négyhengeres turbó               | P     | 20       | Piercarlo Ghinzani | 10–16       |
| Spirit Enterprises Ltd         | Spirit-Hart            | 101D       | Hart 415T 1,5L soros négyhengeres turbó               | P     | 21       | Mauro Baldi        | 1–3         |
| Alfa Romeo Benetton            | Alfa Romeo             | 185T 184TB | Alfa Romeo 890T 1,5L V8 turbó                         | G     | 22       | Riccardo Patrese   | Mind        |
| Alfa Romeo Benetton            | Alfa Romeo             | 185T 184TB | Alfa Romeo 890T 1,5L V8 turbó                         | G     | 23       | Eddie Cheever      | Mind        |
| Kelémata Osella                | Osella-Alfa Romeo      | FA1F FA1G  | Alfa Romeo 890T 1,5L V8 turbó                         | P     | 24       | Piercarlo Ghinzani | 1–8         |
| Kelémata Osella                | Osella-Alfa Romeo      | FA1F FA1G  | Alfa Romeo 890T 1,5L V8 turbó                         | P     | 24       | Huub Rothengatter  | 9–16        |
| Équipe Ligier Gitanes          | Ligier-Renault         | JS25       | Renault EF4B 1,5L V6 turbó Renault EF15 1,5L V6 turbó | P     | 25       | Andrea de Cesaris  | 1–11        |
| Équipe Ligier Gitanes          | Ligier-Renault         | JS25       | Renault EF4B 1,5L V6 turbó Renault EF15 1,5L V6 turbó | P     | 25       | Philippe Streiff   | 12–14, 16   |
| Équipe Ligier Gitanes          | Ligier-Renault         | JS25       | Renault EF4B 1,5L V6 turbó Renault EF15 1,5L V6 turbó | P     | 26       | Jacques Laffite    | 1–14, 16    |
| Scuderia Ferrari               | Ferrari                | 156/85     | Ferrari Tipo 031 1,5L V6 turbó                        | G     | 27       | Michele Alboreto   | Mind        |
| Scuderia Ferrari               | Ferrari                | 156/85     | Ferrari Tipo 031 1,5L V6 turbó                        | G     | 28       | René Arnoux        | 1           |
| Scuderia Ferrari               | Ferrari                | 156/85     | Ferrari Tipo 031 1,5L V6 turbó                        | G     | 28       | Stefan Johansson   | 2–16        |
| Minardi Team SpA               | Minardi-Ford           | M185       | Ford-Cosworth DFY 3L V8 szívó                         | P     | 29       | Pierluigi Martini  | 1–2         |
| Minardi Team SpA               | Minardi-Motori Moderni | M185       | Motori Moderni Tipo 615-90 1,5L V6 turbó              | P     | 29       | Pierluigi Martini  | 3–16        |
| West Zakspeed Racing           | Zakspeed               | 841        | Zakspeed 1500/4 1,5L soros négyhengeres turbó         | G     | 30       | Jonathan Palmer    | 2–4, 7–11   |
| West Zakspeed Racing           | Zakspeed               | 841        | Zakspeed 1500/4 1,5L soros négyhengeres turbó         | G     | 30       | Christian Danner   | 13–14       |
| Team Haas (USA) Ltd            | Lola-Hart              | THL1       | Hart 415T 1,5L soros négyhengeres turbó               | G     | 33       | Alan Jones         | 12, 14–16   |

### Csapatváltozások
- Az 1984-es idényt követően megszűnt az ATS csapat, így ők már nem vettek részt a küzdelmekben.
- Új csapatként nevezett a Minardi, amely a Carlo Chilti cége által gyártott Motori Moderni turbómotorokkal versenyzett. Mivel az új erőforrás még nem volt készen az idény elején, ezért az évet a Ford-Cosworth DFY szívómotorokkal kezdték meg.
- Szintén új csapatként nevezett a Zakspeed, amely egyedülálló volt a tekintetben, hogy saját maga gyártotta a Zakspeed 1500/4 megjelölésű turbómotorjait is. Rajtuk kívül csak három csapat (a Ferrari, a Renault és az Alfa Romeo) tette ugyanezt.
- Visszalépett a Michelin, így már csak a Goodyear és a Pirelli látta el abroncsokkal a csapatokat.

### Szezonközi változások
- Három verseny után visszalépett az idény további futamaitól és megszűnt a Spirit csapat.
- A Toleman csapatnak nem volt gumiszállító partnere, ezért nem tudtak részt venni az első három versenyen[2]. Csak a Spirit csapat megszűnése után, a Benetton szponzori pénzeinek felhasználásával tudtak szerződést kötni a Pirellivel.
- Utolsóként a csapatok közül a detroiti nagydíjat követően végül a Tyrrell csapat is turbómotorokra váltott, méghozzá a Renault erőforrásaira.
- Új konstruktőrként nevezett az idény elején a Haas Lola csapat, de nem tudták megkezdeni a szezont, ugyanis a Ford-Cosworth gyártotta volna nekik saját turbómotorját, ami egészen egyszerűen nem lett készen. Ezért csak az idény legvégén, az olasz nagydíjon debütált a csapat, és ott is a Hart turbómotorjaival, átmeneti megoldásként.
- Két versennyel a vége előtt visszalépett és megszűnt a RAM csapat.

### Pilótaváltozások
- Ayrton Senna átigazolt a Lotus csapatához, Nigel Mansell pedig a Lotustól a Williamshez ment.
- A Brabham leigazolta François Hesnault-t a Ligiertől, akinek a helyére Jacques Laffite került.
- Teo Fabi a Brabhamtől a Tolemanhez került.
- Gerhard Berger a megszűnt ATS csapattól az Arrowshoz került. Az ATS másik pilótája, Manfred Winkelhock a RAM versenyzője lett, Jonathan Palmer helyére került, aki pedig a Zakspeedhez igazolt.
- Pierluigi Martini a Minardi pilótája lett.

### Szezonközi versenyzőváltozások
- Stefan Johansson a Toleman versenyzője lett volna, ha a csapatnak nem lett volna gondja az indulással a gumibeszállító hiánya miatt. Ezért aztán az első futamon Stefan Bellofot helyettesítette a Tyrrell-nél, majd a második versenytől kezdve a váratlanul távozó René Arnoux helyére ült a Ferrarinál.
- Hesnault-t négy rossz futam után kirúgta a Brabham és Marc Surert igazolta le helyette. Egy futam erejéig feltűnt a Renault csapat színeiben is, ez volt az utolsó alkalom, hogy egy csapat egy nagydíjon három versenyzőt is indított.
- A Haas Lola a debütálását egyetlen autóval ejtette meg, amelyet a visszatérő Alan Jones vezetett.
- Manfred Winkelhock halálos balesetet szenvedett az 1985-ös Budweiser 1000 km-es Mosport futamon. A helyére a RAM csapat megszűnéséig Kenny Acheson került.
- A Spában megrendezett 1000 km-es versenyen Stefan Bellof is életét vesztette. Ivan Capelli és Philippe Streiff váltották őt a Tyrrell csapatánál.
- Az Osella csapattól idény közben eligazolt Piercarlo Ghinzani a Toleman-hez, a helyére Huub Rothengatter került.
- Miután az osztrák nagydíjon Andrea de Cesaris egy újabb hatalmas balesetben sokadjára is totálkárosra törte az autót, Guy Ligier kirakta őt a csapatból, kármentési céllal. A helyére Philippe Streiff került.
- Christian Danner két futamon is beülhetett a Zakspeedbe Jonathan Palmer helyére, aki megsérült azon a spái 1000 km-es futamon, amelyen Bellof meghalt[3].
- Niki Laudát az európai nagydíjon sérülése miatt John Watson helyettesítette.

## Összefoglaló
Az első nagydíjat, immár hagyományosan, Brazíliában tartották Jacarepaguában. Alboreto induhatott a pole-ból, mögüle Rosberg, valamint a két Lotus rajtoltak. Rosberg kiállni kényszerült turbóhiba miatt, Prost pedig a második helyre jött fel. Nem tudott azonban mit kezdeni a Ferrari egyenesbeli tempójával. Végül úgy nyerte meg a versenyt, hogy Alboreto autójában a váltó rendetlenkedni kezdett a boxutcában, így megelőzte őt. A harmadik helyen de Angelis futott be.
A portugál nagydíj előtt jött a váratlan bejelentés, hogy René Arnoux-t kirúgja a Ferrari és Johansson váltja őt. A hírt nem kommentálták bővebben, így az okok ismeretlenek voltak. Az Estorilban rendezett nagydíjon az időmérő még szép időben zajlott, a futam viszont már esőben. Ezen a futamon aratta élete első győzelmét Ayrton Senna, méghozzá mesteri vezetéssel. Valamennyi kört ő vezette az elejétől a végéig, és a második helyezett Alboretón kívül mindenkit le is körözött.
Imolában újra Senna indult a pole-ból, és az utolsó körig vezetett is, de ekkor elfogyott az üzemanyaga. Drámai befutó következett: a mezőny hátsó traktusából rajtoló Johansson eddigre már második volt, és át is vette a vezetést, de az ő autójából is elfogyott a benzin. Prost került az élre, és neki is kifogyott az üzemanyaga, de ő még át tudta szelni a célvonalat, és őt intették le elsőként. Az öröm nem tartott sokáig, mert nem sokkal később ki is zárták, mert az autója túl könnyű volt. A győzelem így de Angelisé lett.
Az, hogy Monacóban futam lesz-e, sokáig kérdéses volt, különféle politikai okok miatt, de végül sikerült megegyezniük. Senna kvalifikált az élre, aki hamar ki is esett motorhibával. Ekkor Alboreto állt az élre, a nyomában Prosttal. Alboreto az egyik kanyarban megcsúszott egy olajfolton, amely azután maradt az aszfalton, hogy Patrese Alfa Romeójából kifolyt egy, Piquet-vel történt durva baleset után. Prost kihasználta a lehetőséget és megelőzte Alboretót, de ő egy körrel később ugyanott vissza is vette a pozíciót. Csakhogy Alboreto defektet kapott, ki kellett állnia kereket cserélni. A dobogóra így Prost, de Angelis és Alboreto állhattak fel.
Ezután következett volna a belga nagydíj. A mezőny meg is jelent a pályán, amit frissiben újítottak fel. Ez azt is jelentette, hogy vadonatúj aszfaltcsíkot kapott, mely egyfajta kompozit anyagból állt: gumit kevertek bele, amely esős időben könnyítette a versenyzést. A munkálatokkal rohamtempóban, alig pár nappal a futam előtt végeztek, pedig az aszfaltnak pihennie kellett volna még, ráadásul nem is végeztek rajta próbaköröket. A nagy melegben tartott pénteki szabadedzésen aztán a gyors autók és a széles slick gumijaik valósággal szétszedték a pályát. Éjszaka próbálták ezeket kijavítani, de a helyzet egyáltalán nem lett jobb, a pilóták pedig a szombati szabadedzést a 25. percben befejezték. Megállapodtak, hogy a futamot átteszik szeptemberre, a szervezőket pedig jókora bírsággal sújtották. A dolognak volt egy hosszabb távú következménye is: Alan Jones, aki a Haas Lola csapattal az olasz nagydíjtól versenyzett, azért nem indulhatott a szeptemberi belga nagydíjon, mert nem volt rajta az eredeti nevezési listán.
A kimaradás miatt Kanadába négyhetes szünet után érkezett a sportág. A Ferrarik kibérelték az első sort, Alboreto indulhatott a pole-ból, mögötte Johansson végzett,a  harmadik pedig Prost lett. Ez volt két év után a Ferrari első kettős győzelme, és a következőre ugyancsak két évet kellett várni.
Detroit egy lassabb, technikásabb pálya volt, itt Senna került pole-ba, méghozzá több mint 1 másodperccel végezve a második Mansell előtt. Sennának jobban feküdtek a lassabb pályák, és a többiekkel ellentétben keményebb gumikat választott. A rajtnál azonban villámgyorsan az élre állt az egyébként csak a negyedik helyről rajtoló Rosberg és meg is szerezte a győzelmet. A futam hagyományosan a sok kiesőről volt híres, nem volt ez másként ezúttal sem: Prost, Senna és Mansell is kiestek, így aztán a második helyen Johansson, a harmadikon Alboreto ért célba.
A francia nagydíj időmérő edzésén Marc Surer a rekordot jelentő 338 km/h sebességgel haladt Brabhamjével a Mistral egyenesben. Összehasonlításképpen, az egyedüli szívómotoros csapat, a Tyrrell pilótája, Stefan Bellof mindössze 277 km/h órás sebességet tudott ugyanott. A pole Rosbergé lett ugyan, de Piquet, kihasználva az autója nyers erejét és a Pirelli abroncsok jobb tapadását, az élre állt. Senna autója kigyulladt, ezért ő viszonylag korán kiszállt a versenyből, Rosberg pedig szétkoptatta a gumijait, amire a mögötte érkező Prost le is csapott. Egy boxkiállásnál aztán visszaszerezte tőle a második helyet. Piquet könnyedén nyert - utóbb kiderült, hogy ez volt a Brabham csapat harmincötödik, és egyben legutolsó győzelme.
A brit nagydíjon, amely az idény leggyorsabb pályája volt, Rosberg indulhatott a pole-ból. Senna a start után nem sokkal már az élre állt, és sokáig vezette is a versenyt, miközben a riválisok sorra estek ki. Prost azonban, aki a futam elején üzemanyagspórolási céllal visszaesett, most szép lassan kezdett feljönni. Senna mindent megpróbált, hogy az élen maradjon, és ez okozta a vesztét: elfogyott az üzemanyaga. Ezután Prost hatalmas előnyt épített ki, és mindenkit lekörözött. A második helyre Alboreto ért oda, a harmadik hely azonban sokáig kérdéses volt, mert tévedésből egy körrel hamarabb intették le a versenyt. Emiatt Jacques Laffite lett a harmadik, pedig ő a következő körben üzemanyag hiányában kiesett - így letaszította Piquet-t a dobogóról.
A német nagydíjat a Nürburgringen tartották, és forradalmi újdonságként a Renault harmadik pilótájának, Hesnault-nak az autójába kamerát szereltek. Alboreto kihasználta, hogy Prost megpördült, és végül győzelmet aratott - ez volt az utolsó győzelme.
Ausztriában a McLaren pilótái domináltak. Prost került a pole-ba, és Lauda kiesése után Senna és Alboreto került még fel a dobogóra. Andrea de Cesaris újfent csúnyán összetörte a Ligier-t, ezért a csapatfőnök, nem tolerálva a sorozatos károkozásait, kirúgta.
A holland nagydíjat Piquet kezdhette az élről, de beragadt a startnál. Rosberg jött így el elsőnek, mögötte a két McLaren, és Prost végül az élre is állt. Niki Lauda is egyre feljebb jött, és Prost boxkiállásánál az élre állt. Prost próbálkozott visszaszerezni a vezetést, és nagyon szoros befutóval, de Lauda lett a győztes - ez volt karrierje utolsó győzelme. Miután a szervező cég tönkrement, ez volt az utolsó holland nagydíj is 36 évig.
Az olasz nagydíj úgy tűnt, hogy a Williams pályája lesz, miután Rosberg lerajtolta a pole-t megszerző Sennát. Csakhogy Rosberg motorhiba miatt ki kellett, hogy álljon, így Prost nyert, Piquet és Senna előtt.
Szeptemberben végre megrendezhették a belga nagydíjat. Lauda az edzésen balesetet szenvedett, megsérült a csuklója, ezért kihagyta ezt és a soron következő futamot is. Prost került a pole-ba, de a rajt után Senna megelőzte őt. A futam vizes pályán indult, ami lassan elkezdett felszáradni. A slick gumikra váltó versenyzők egy idő után elkezdték szorongatni Sennát, különösen Mansell, de végül győzni tudott. Prost eddigre már kényelmesen vezette a bajnokságot a sorozatos balszerencséktől szenvedő Alboreto előtt. Ez azt is jelentette, hogy ha már a következő futamon több pontot szerez, mint riválisa, akkor ő a világbajnok.
Ez a futam az európai nagydíj volt, ami eredetileg egy római utcai pálya lett volna, de a mezőny ehelyett Brands Hatch-be ment. Senna újabb pole-t szerzett, a futamon azonban nem várt problémák jelentkeztek. A rövid és gyors pálya gondot okozott a sok erős autónak - túlontúl gyorsak voltak, ami aggasztotta a versenyzőket. Senna jött el az élen, Rosberg próbálta volna megelőzni, de a brazil keményen védekezett, ezért Rosberg, hogy elkerülje az ütközést, inkább lecsúszott az ívről. Piquet ekkor beleütközött és kiesett, Rosberg azonban még vissza tudott menni a boxba, és épp Senna elé keveredett. Sokáig sikeresen fel is tudta tartani őt, így Mansell át tudta venni a vezetést, és meg is nyerte a futamot. Marc Surer második lehetett volna a Brabhammel, de kigyulladt az autója. Akárcsak Alboretóé, aki a lángoló autóval a boxutcába hajtott. Világbajnoki álmai itt értek véget, ugyanis Prost, habár a mezőny hátuljáról rajtolt, végül feljött a negyedik helyre, és ez elég volt, hogy ő legyen a világbajnok.
Dél-Afrikában politikai kérdések bizonytalanították el a futam rendezésének lehetőségét. Az apartheid-rezsim ugyanis szükségállapotot vezetett be. Jean-Marie Balestre bejelentette, hogy a futam ennek ellenére meg lesz tartva, mire válaszul a két francia csapat, a Ligier és a Renault, a kormány felhívására bojkottálta azt. A pole Mansellé lett, akit Rosberg lerajtolt, de megcsúszott egy olajfolton. A Williams így is kettős győzelmet aratott, miután Rosberg keményen, de meg tudta őrizni a második helyét a rohamozó Prosttal szemben. A futam után bejelentették, hogy 1986-ban biztosan nem lesz Dél-Afrikában verseny. Ez volt a sportág történetének utolsó versenye, ahol a dobogós helyezettek babérkoszorút kaptak.
A szezont a sportág első ausztrál nagydíja zárta Adelaide utcai pályáján. Senna pole-t szerzett, de elvesztette a vezetést Lauda ellenében egy rossz boxkiállásnál. Végül kemény csatában sikerült újra az élre állnia. Fékhiba miatt Lauda kicsúszott és összetörte az autóját, ami élete utolsó versenye is volt egyben. Végül Senna is kiesett, így Rosbergé lett a győzelem, a két Ligier-pilóta, Laffite és Streiff előtt - akik ráadásul az utolsó körön össze is ütköztek.

## Nagydíjak
| #   | Verseny                | Dátum          | Pálya                     | Győztes pilóta   | Győztes csapat | Összefoglaló |
| --- | ---------------------- | -------------- | ------------------------- | ---------------- | -------------- | ------------ |
| 405 | brazil nagydíj         | Április 7.     | Jacarepaguá               | Alain Prost      | McLaren-TAG    | Összefoglaló |
| 406 | portugál nagydíj       | Április 21.    | Estoril                   | Ayrton Senna     | Lotus-Renault  | Összefoglaló |
| 407 | San Marinó-i nagydíj   | Május 5.       | Imola                     | Elio de Angelis  | Lotus-Renault  | Összefoglaló |
| 408 | monacói nagydíj        | Május 19.      | Monaco                    | Alain Prost      | McLaren-TAG    | Összefoglaló |
| 409 | kanadai nagydíj        | Június 16.     | Circuit Gilles Villeneuve | Michele Alboreto | Ferrari        | Összefoglaló |
| 410 | kelet-amerikai nagydíj | Június 23.     | Detroit                   | Keke Rosberg     | Williams-Honda | Összefoglaló |
| 411 | francia nagydíj        | Július 7.      | Paul Ricard               | Nelson Piquet    | Brabham-BMW    | Összefoglaló |
| 412 | brit nagydíj           | Július 21.     | Silverstone               | Alain Prost      | McLaren-TAG    | Összefoglaló |
| 413 | német nagydíj          | Augusztus 4.   | Nürburgring               | Michele Alboreto | Ferrari        | Összefoglaló |
| 414 | osztrák nagydíj        | Augusztus 18.  | Österreichring            | Alain Prost      | McLaren-TAG    | Összefoglaló |
| 415 | holland nagydíj        | Augusztus 25.  | Zandvoort                 | Niki Lauda       | McLaren-TAG    | Összefoglaló |
| 416 | olasz nagydíj          | Szeptember 8.  | Monza                     | Alain Prost      | McLaren-TAG    | Összefoglaló |
| 417 | belga nagydíj          | Szeptember 15. | Spa-Francorchamps         | Ayrton Senna     | Lotus-Renault  | Összefoglaló |
| 418 | európai nagydíj        | Október 6.     | Brands Hatch              | Nigel Mansell    | Williams-Honda | Összefoglaló |
| 419 | dél-afrikai nagydíj    | Október 19.    | Kyalami                   | Nigel Mansell    | Williams-Honda | Összefoglaló |
| 420 | ausztrál nagydíj       | November 3.    | Adelaide                  | Keke Rosberg     | Williams-Honda | Összefoglaló |

A naptár eredetileg 19 futamot tartalmazott volna, amely akkor rekord lett volna.
- A brazil nagydíjat március 10-én rendezték volna meg, két héttel később pedig Dallasban lett volna futam. Ez utóbbi azonban szervezési problémák, biztonsági okok és pénzhiány miatt végül lefújásra került.
- Nyolc év után a japán nagydíj is visszatért volna április 7-én, de a suzukai pálya még nem készült el.
- Szeptember 22-én harmadjára is megpróbáltak versenyt szervezni New York-ba, ami ismét meghiúsult.
- New York helyett Magyarországra látogatott volna a mezőny a Népligetbe, de ott nehéz lett volna megszervezni a versenyt, ezért úgy döntöttek, hogy egy évvel később a Hungaroringen rendezik majd meg először.
- Október 13-án rendezték volna az európai nagydíjat Rómában, de azt végül nem ott, hanem Brands Hatch-ben tartották meg[5].
- Szervezési problémák miatt ebben az idényben sem volt spanyol nagydíj, amelyet Fuengirolában rendeztek volna. Úgy döntöttek, hogy egy új pályát építenek Jerezben, és 1986-ban azzal neveznek.
- November 17-én tartották volna a mexikói nagydíjat, azonban egy hatalmas földrengés romba döntötte Mexikóvárost, így a verseny is elmaradt.
- A FISA az addigi rotációs rendszer helyett bevezette az "egy ország, egy versenypálya" elvet, így a belga nagydíjat Spában, a franciát a Paul Ricard pályán rendezték, Zolder és Dijon pedig kikerültek a naptárból.
- A brit nagydíjat Silverstone-ban, a német nagydíjat a Nürburgringen rendezték, itt ugyanis engedélyezték a rotációs rendszert még egy évre. De a következő évtől Silverstone maradt a brit nagydíj helyszíne, a németé pedig a Hockenheimring. A Nürburgring majd csak 1995-ben tért újra vissza.
- A dél-afrikai nagydíj április helyett visszakerült októberre, a francia nagydíj pedig májusról júliusra. A portugál nagydíj, amely 1984-ben szezonzáró volt, most az idény második versenye lett.
- Bemutatkozott az ausztrál nagydíj is, mint szezonzáró verseny.
- Belgiumban eredetileg június 2-án rendeztek volna futamot, azonban a pénteki szabadedzésen a frissen lerakott aszfalt elkezdett szétmállani. habár éjszaka próbálták megjavítani, az út minősége vállalhatatlan volt, ezért a szombati szabadedzés kellős közepén lefújták az egészet. A nagydíjat végül szeptember 15-én rendezték meg, amikorra a pálya minősége már megfelelő volt.

## Szabályváltozások
Bevezették, hogy ezentúl minden egyes kasztninak kötelező átmennie egy törésteszten, mielőtt versenyen indulhatna. Azt is előírták, hogy ettől az idénytől fogva minden csapat csak két versenyzőt indíthat. Az egyetlen kivétel a német nagydíjon történt, ahol Francois Hesnault vezethette a harmadik autót, de azt is csak úgy, hogy pontokat egyáltalán nem szerezhetett, bármilyen eredményt is ért volna el. Szereplésének célja egy forradalmi újdonság bemutatása volt: az ő autójába szereltek a sportág történetében legelőször kamerát, amellyel élőben lehetett látni, mit csinál a pályán.

## A bajnokság végeredménye

### Versenyzők
Pontozás:
| Helyezés | 1. | 2. | 3. | 4. | 5. | 6. | 7.-20. |
| -------- | -- | -- | -- | -- | -- | -- | ------ |
| Pont     | 9  | 6  | 4  | 3  | 2  | 1  | 0      |

A szabályok értelmében az egyéni bajnoki küzdelemben csak a legjobb 11 eredmény számított, a konstruktőri bajnokságban pedig az összes pontot beszámították.
| Helyezés | Versenyző          | BRA | POR | SMR | MON | CAN | USE | FRA | GBR | GER | AUT | NED | ITA | BEL | EUR | RSA | AUS | Pont    |
| -------- | ------------------ | --- | --- | --- | --- | --- | --- | --- | --- | --- | --- | --- | --- | --- | --- | --- | --- | ------- |
| 1        | Alain Prost        | 1   | Ki  | Kiz | 1   | 3   | Ki  | 3   | 1   | 2   | 1   | 2   | 1   | 3   | 4   | 3   | Ki  | 73 (76) |
| 2        | Michele Alboreto   | 2   | 2   | Ki  | 2   | 1   | 3   | Ki  | 2   | 1   | 3   | 4   | 13  | Ki  | Ki  | Ki  | Ki  | 53      |
| 3        | Keke Rosberg       | Ki  | Ki  | Ki  | 8   | 4   | 1   | 2   | Ki  | 12  | Ki  | Ki  | Ki  | 4   | 3   | 2   | 1   | 40      |
| 4        | Ayrton Senna       | Ki  | 1   | 7   | Ki  | 16  | Ki  | Ki  | 10  | Ki  | 2   | 3   | 3   | 1   | 2   | Ki  | Ki  | 38      |
| 5        | Elio de Angelis    | 3   | 4   | 1   | 3   | 5   | 5   | 5   | HN  | Ki  | 5   | 5   | 6   | Ki  | 5   | Ki  | Kiz | 33      |
| 6        | Nigel Mansell      | Ki  | 5   | 5   | 7   | 6   | Ki  | NI  | Ki  | 6   | Ki  | 6   | 11  | 2   | 1   | 1   | Ki  | 31      |
| 7        | Stefan Johansson   | 7   | 8   | 6   | Ki  | 2   | 2   | 4   | Ki  | 9   | 4   | Ki  | 5   | Ki  | Ki  | 4   | 5   | 26      |
| 8        | Nelson Piquet      | Ki  | Ki  | 8   | Ki  | Ki  | 6   | 1   | 4   | Ki  | Ki  | 8   | 2   | 5   | Ki  | Ki  | Ki  | 21      |
| 9        | Jacques Laffite    | 6   | Ki  | Ki  | 6   | 8   | 12  | Ki  | 3   | 3   | Ki  | Ki  | Ki  | 11  | Ki  |     | 2   | 16      |
| 10       | Niki Lauda         | Ki  | Ki  | 4   | Ki  | Ki  | Ki  | Ki  | Ki  | 5   | Ki  | 1   | Ki  |     |     | Ki  | Ki  | 14      |
| 11       | Thierry Boutsen    | 11  | Ki  | 2   | 9   | 9   | 7   | 9   | Ki  | 4   | 8   | Ki  | 9   | 10  | 6   | 6   | Ki  | 11      |
| 12       | Patrick Tambay     | 5   | 3   | 3   | Ki  | 7   | Ki  | 6   | Ki  | Ki  | 10  | Ki  | 7   | Ki  | 12  |     | Ki  | 11      |
| 13       | Marc Surer         |     |     |     |     | 15  | 8   | 8   | 6   | Ki  | 6   | 10  | 4   | 8   | 13  | Ki  | Ki  | 5       |
| 14       | Derek Warwick      | 10  | 7   | 10  | 5   | Ki  | Ki  | 7   | 5   | Ki  | Ki  | Ki  | Ki  | 6   | Ki  |     | Ki  | 5       |
| 15       | Philippe Streiff   |     |     |     |     |     |     |     |     |     |     |     | 10  | 9   | 8   | Ki  | 3   | 4       |
| 16       | Stefan Bellof      |     | 6   | Ki  | NK  | 11  | 4   | 13  | 11  | 8   | 7   | Ki  |     |     |     |     |     | 4       |
| 17       | Andrea de Cesaris  | Ki  | Ki  | Ki  | 4   | 14  | 10  | Ki  | Ki  | Ki  | Ki  | Ki  |     |     |     |     |     | 3       |
| 18       | Ivan Capelli       |     |     |     |     |     |     |     |     |     |     |     |     |     | Ki  |     | 4   | 3       |
| 19       | René Arnoux        | 4   |     |     |     |     |     |     |     |     |     |     |     |     |     |     |     | 3       |
| 20       | Gerhard Berger     | Ki  | Ki  | Ki  | Ki  | 13  | 11  | Ki  | 8   | 7   | Ki  | 9   | Ki  | 7   | 10  | 5   | 6   | 3       |
| 21       | Martin Brundle     | 8   | Ki  | 9   | 10  | 12  | Ki  | Ki  | 7   | 10  |     | 7   | 8   | 13  | Ki  | 7   | Ki  | 0       |
| 22       | Huub Rothengatter  |     |     |     |     |     |     |     |     | Ki  | 9   | HN  | Ki  | HN  |     | Ki  | 7   | 0       |
| 23       | John Watson        |     |     |     |     |     |     |     |     |     |     |     |     |     | 7   |     |     | 0       |
| 24       | Pierluigi Martini  | Ki  | Ki  | Ki  |     | Ki  | Ki  | Ki  | Ki  | 11  | Ki  | Ki  | Ki  | 12  | Ki  | Ki  | 8   | 0       |
| 25       | Riccardo Patrese   | Ki  | Ki  | Ki  | Ki  | 10  | Ki  | 11  | 9   | Ki  | Ki  | Ki  | Ki  | Ki  | 9   | Ki  | Ki  | 0       |
| 26       | Eddie Cheever      | Ki  | Ki  | Ki  | Ki  | 17  | 9   | 10  | Ki  | Ki  | Ki  | Ki  | Ki  | Ki  | 11  | Ki  | Ki  | 0       |
| 27       | Piercarlo Ghinzani | 12  | 9   | HN  | NK  | Ki  | Ki  | 15  | Ki  |     | NI  | Ki  | NI  | Ki  | Ki  | Ki  | Ki  | 0       |
| 28       | Philippe Alliot    | 9   | Ki  | Ki  | NK  | Ki  | Ki  | Ki  | Ki  | Ki  | Ki  | Ki  | Ki  | Ki  | Ki  |     |     | 0       |
| 29       | Jonathan Palmer    |     | Ki  | Ki  | 11  |     |     | Ki  | Ki  | Ki  | Ki  | Ki  |     |     |     |     |     | 0       |
| 30       | Manfred Winkelhock | 13  | HN  | Ki  | NK  | Ki  | Ki  | 12  | Ki  | Ki  |     |     |     |     |     |     |     | 0       |
| 31       | Teo Fabi           |     |     |     | Ki  | Ki  | Ki  | 14  | Ki  | Ki  | Ki  | Ki  | 12  | Ki  | Ki  | Ki  | Ki  | 0       |
| —        | François Hesnault  | Ki  | Ki  | Ki  | NK  |     |     |     |     | Ki  |     |     |     |     |     |     |     | 0       |
| —        | Alan Jones         |     |     |     |     |     |     |     |     |     |     |     | Ki  |     | Ki  | NI  | Ki  | 0       |
| —        | Mauro Baldi        | Ki  | Ki  | Ki  |     |     |     |     |     |     |     |     |     |     |     |     |     | 0       |
| —        | Christian Danner   |     |     |     |     |     |     |     |     |     |     |     |     | Ki  | Ki  |     |     | 0       |
| —        | Kenny Acheson      |     |     |     |     |     |     |     |     |     | Ki  |     |     |     |     |     |     | 0       |
| Helyezés | Versenyző          | BRA | POR | SMR | MON | CAN | USE | FRA | GBR | GER | AUT | NED | ITA | BEL | EUR | RSA | AUS | Pont    |

### Konstruktőrök
| Helyezés | Konstruktőr            | Model      | Motor                      | Gumi | Győzelem | Dobogós hely | Pole | Leggy. kör | Pont |
| -------- | ---------------------- | ---------- | -------------------------- | ---- | -------- | ------------ | ---- | ---------- | ---- |
| 1        | McLaren-TAG            | MP4/2B     | TAG Porsche P01            | G    | 6        | 12           | 2    | 6          | 90   |
| 2        | Ferrari                | 156/85     | Ferrari 031                | G    | 2        | 10           | 1    | 2          | 82   |
| 3        | Williams-Honda         | FW10 FW10B | Honda RA163E               | G    | 4        | 8            | 3    | 4          | 71   |
| 4        | Lotus-Renault          | 97T        | Renault EF4B Renault EF15  | G    | 3        | 9            | 8    | 3          | 71   |
| 5        | Brabham-BMW            | BT54       | BMW M12/13                 | P    | 1        | 2            | 1    |            | 26   |
| 6        | Ligier-Renault         | JS25       | Renault EF4B               | P    |          | 4            |      | 1          | 23   |
| 7        | Renault                | RE60 RE60B | Renault EF4B Renault EF15  | G    |          | 2            |      |            | 16   |
| 8        | Arrows-BMW             | A8         | BMW M12/13                 | G    |          | 1            |      |            | 14   |
| 9        | Tyrrell-Ford           | 012        | Ford DFV                   | G    |          |              |      |            | 4    |
| 10       | Tyrrell-Renault        | 014        | Renault EF4B Renault EF15  | G    |          |              |      |            | 3    |
| 11       | Minardi-Motori Moderni | M185B      | Motori Moderni Tipo 615-90 | P    |          |              |      |            |      |
| 12       | Alfa Romeo             | 184T 185T  | Alfa Romeo 890T            | G    |          |              |      |            |      |
| 13       | RAM-Hart               | 03         | Hart 415T                  | P    |          |              |      |            |      |
| 14       | Osella-Alfa Romeo      | FA1F FA1G  | Alfa Romeo 890T            | P    |          |              |      |            |      |
| 15       | Toleman-Hart           | TG185      | Hart 415T                  | P    |          |              | 1    |            |      |
| 16       | Spirit-Hart            | 101D       | Hart 415T                  | P    |          |              |      |            |      |
| 17       | Lola-Hart              | THL1       | Hart 415T                  | G    |          |              |      |            |      |
| 18       | Minardi-Ford           | M185       | Ford DFV                   | P    |          |              |      |            |      |
| 19       | Zakspeed               | 841        | Zakspeed 1500/4            | G    |          |              |      |            |      |